# Mallos macrolirus
Espèce
Mallos macrolirus est une espèce d'araignées aranéomorphes de la famille des Dictynidae.

## Distribution
Cette espèce est endémique du Guerrero au Mexique,. Elle se rencontre à Taxco vers 1 300 m d'altitude.

## Description
La femelle holotype mesure 4,98 mm.

## Publication originale
- Bond & Opell, 1997 : Systematics of the spider genera Mallos and Mexitlia (Araneae, Dictynidae). Zoological Journal of the Linnean Society, vol. 119, p. 389-445 (« texte intégral »(Archive.org • Wikiwix • Archive.is • Google • Que faire ?)).